# Metopleura potosi
Metopleura potosi är en fjärilsart som beskrevs av August Busck 1912. Metopleura potosi ingår i släktet Metopleura och familjen stävmalar. Inga underarter finns listade i Catalogue of Life.